# Gleierbach (Lenne, Gleierbrück)
Der Gleierbach ist ein 5,05 km langer, rechter Nebenfluss der Lenne in Nordrhein-Westfalen, Deutschland.

## Geographie
Der Gleierbach entspringt in den Saalhauser Bergen, etwa 1,3 km südlich von Bracht auf dem Gebiet von Schmallenberg. Die Quelle liegt südlich des Sattels zwischen Bracht (599,9 m) und Helle (614,1 m) auf einer Höhe von 486 m ü. NHN. Von hier aus fließt der Bach vorrangig in südliche Richtungen. Nach einer 5,05 km langen Flussstrecke mündet der Bach bei Gleierbrück auf 301 m ü. NHN rechtsseitig in die Lenne. Der dabei überwundene Höhenunterschied beträgt 185 m, was einem mittleren Sohlgefälle von 36,6 ‰ entspricht. Der Gleierbach entwässert ein 10,12 km² großes Einzugsgebiet über Lenne, Ruhr und Rhein zur Nordsee.
Das Gleierbachtal ist weitgehend unbesiedelt, wird aber von der L928 und einigen Teichanlagen genutzt.

### Nebenflüsse
Der längste Nebenfluss des Gleierbachs ist der Spinkacker Bach mit einer Länge von 2,5 km. Im Folgenden werden die weiteren Nebenflüsse in der Reihenfolge von der Quelle zur Mündung genannt. Aufgeführt wird jeweils ihre orografische Lage, Mündungsposition, Länge, Größe des Einzugsgebietes, Mündungshöhe und Gewässerkennzahl.
| Name               | Lage   | Länge [km] | Einzugsgebiet [km²] | Mündungshöhe [m. ü. NHN] | DGKZ       |
| ------------------ | ------ | ---------- | ------------------- | ------------------------ | ---------- |
| Ringesbach         | links  | 0,8        |                     | 431                      | 2766198 12 |
| Hebbecker-Siepen   | rechts | 2,1        |                     | 405                      | 2766198 2  |
| Lehnbergsiepen     | links  | 1,5        |                     | 377                      | 2766198 4  |
| Stuhlmecker Siepen | rechts | 1,6        |                     | 348                      | 2766198 6  |
| Spinkacker Bach    | links  | 2,5        |                     | 316                      | 2766198 8  |